# Košický hrad
Košický hrad je zřícenina hradu, který stál na hoře Hradová severozápadně od Košic. Po hradě nezůstaly skoro žádné stopy. Zbytky základů a obvodového zdiva nasvědčují tomu, že zde kdysi stál hrad, pod kterým se roku 1311 odehrála bitva u Rozhanovců.

## Dějiny
Hrad pravděpodobně postavil palatin Omodej (Amade) Aba. Po smrti posledního z Arpádovců Ondřeje III. v roce 1301, se začalyspory mezi Omodeji – kteří byli na straně Karla Roberta – a královskou korunou. Po přepadení omodejovského hradu Gonzo košickými měšťany a Spišany, se boje přenesly do blízkosti Košic. Omodej si proto nejspíše někdy v letech 1303–1310 začal stavět na cizím území, které ovládal a z něhož mohl kontrolovat i Košice, hrad. V roce 1307 se Košice přidaly na stranu Karla, a proto spory zanikly. To vysvětluje, proč hrad nebyl dostavěn. Omodejovci po prohrané bitvě hrad ztratili a král ho daroval svým věrným přívržencům, kteří přišli spolu s ním z Itálie, Drugethům. Později se stali majiteli hradu Bebekové. Ti měli ustavičné spory s měšťany z Košic, kteří tvrdili, že hrad byl postaven na jejich území. Nakonec když se do sporu zamíchal sám panovník, kterému byli Bebekové nevěrní, Košice roce 1430 hrad skutečně získaly. Košičanům nešlo, pravda, ani tak o sám hrad, jako spíše o jeho rozsáhlé majetky. Po jejich získání přestali se o hrad starat, a ten od poloviny 15. století pomalu pustl a skoro zanikl.

## Současný stav
Z konfigurace terénu a architektonických zbytků lze usuzovat, že vysoký úzký hřbet skalního masivu byl začleněn do areálu. Opevnění se skládá z kruhové věže a trojúhelníkové bašty, na kterou navazuje plynule zeď. Ta pokračuje ještě sto metrů a poté náhle končí. Ani jiné pozůstatky ani terénní dispozice nenaznačují pokračování hradeb, z čehož lze usuzovat, že hrad nebyl dostavěn. Se svými 3,8 metru silnými zdmi však sloužit svému účelu. Hradní areál byl v letech 2012-2013 zakonzervován a zrevitalizován v rámci projektu Evropského hlavního města kultury, jímž byly Košice v roce 2013. Slouží jako aktivní rekreační oblast obyvatel Košic a četných turistických výprav.